# مغامرة الكمين 2
مُغامرة الكمين 2 أو مُخاطرة المَصيدة 2 (بالإنجليزية: Trap Adventure 2)‏ هي لعبة مغامرات ونجاة، اشتهرت بسبب صعوبتها البالغة والعدد غير المحدود من الّأفخاخ والمَصائد المُشابهة لما في لعبة القط ماريو. صدرت اللعبة بدايةً في 2016 لنظام تشغيل آيفون لكنها حظيت بشعبية بالغة في 2018.

## اللعب
لعبة مُغامرات الكمين 2 هي نسخة كالكابوس عن اللعبة الشهيرة سوبر ماريو برذرز ولها أسلوب مُشابه للعبة القط ماريو، في الغالب تعتمد أسلوب شاشة الطي عدا جزء واحد يستعمل الانتقال العمودي. وحالما يبدأ اللَّاعب القفز على الأشياء تبدأ سلسلة غير منتهية من الأشواك والنّيران وأفخاخ مخادعة أُخرى بالظهور من حيث لا تدري لتقتل اللاعب، وعندما تنتهي الحيوات يُجبَر اللّاعب على بدء اللعبة من البداية. أفاد اللاعبون أنّه من المستحيل الفوز باللعبة، لكن قام بعض اللاعبين بالتغلب على اللعبة ولقد احتوت اللعبة 25 مستوىً؛ ما يعني إمكانية الفوز باللعبة من خلال الممارسة.

## القبول
وصف موقع بوليغون اللعبة بأنّها مازوخيّة أو مُستعصية. وأفاد موقع كوتاكو بأنّ سبب شعبية العبة المفاجئ هو فيديو نُشر على تويتر في كانون الثاني/يناير 2018 يشرح كم هي صعبة وممتعة.

## روابط خارجية
- الموقع الرسمي